# 綠側蝴蝶魚
綠側蝴蝶魚，為輻鰭魚綱鱸形目蝴蝶魚科的其中一種。

## 分布
本魚分布於印度洋區，包括紅海、東非、南非、葛摩、留尼旺、模里西斯、馬達加斯加、塞席爾群島、葉門、馬爾地夫、斯里蘭卡、泰國、可可群島、聖誕島、印尼等海域。

## 深度
水深3至25公尺。

## 特徵
本魚體側扁，吻短，體色灰白色，頭部有一黑色垂直條紋通過眼睛，體側布滿許多排列整齊的黑色斑點，背鰭、臀鰭具有白邊，背鰭軟條部靠近尾柄處為橘色。尾鰭白色，上有一黑色條紋。背鰭硬棘12至13枚、背鰭軟條22至24枚；臀鰭硬棘3枚、臀鰭軟條16至18枚。體長可達13.6公分。

## 生態
本魚棲息於潟湖與臨海礁石。成對出現或小群魚群活動。雜食性，以多毛類、珊瑚蟲與藻類為食。

## 經濟利用
可做為觀賞魚，不供食用。